# Aleksandr Abdulov
Aleksandr Gavrilovič Abdulov in russo Александр Гаврилович Абдулов? (Tobol'sk, 29 maggio 1953 – Mosca, 3 gennaio 2008) è stato un attore russo.

## Filmografia parziale

### Cinema
- Le 12 sedie (12 стульев), regia di Mark Zacharov (1976)
- Un miracolo ordinario (Обыкновенное чудо), regia di Mark Zacharov (1978)
- Formula dell'amore (Формула любви), regia di Mark Zacharov (1984)
- Desjat' negritjat (Desjat' negritjat), regia di Stanislav Govoruchin (1987)
- Genij, regia di Viktor Sergeev (1990)
- Oro (Zoloto), regia di Fabio Bonzi (1992)
- Attacco a Leningrado (Attack on Leningrad), regia di Aleksandr Buravskij (2009)